# Aromia malayana
Aromia malayana är en skalbaggsart som beskrevs av Hayashi 1977. Aromia malayana ingår i släktet Aromia och familjen långhorningar. Inga underarter finns listade.